# Ghawar
Ghawar (in arabo حقل الغوار) è un campo petrolifero dell'Arabia Saudita nella provincia di al-Sharqiyya a 100 km dalla città di Dhahran. È il maggior campo petrolifero convenzionale, dove per convenzionale si intende un giacimento sfruttato con meccanismi di recupero primari o secondari (primario quando viene usata la sola energia interna del giacimento e secondario quando vengono iniettati gas o acqua, tramite uno o più pozzi dedicati, al fine di recuperare i restanti idrocarburi)  del mondo con una estensione del giacimento di 280 km per 30 km. La sua produzione è gestita dalla compagnia statale Saudi Aramco.
Fu scoperto nel 1948 ed entrò in produzione nel 1951. Le stime delle riserve petrolifere, fatte prima della nazionalizzazione del petrolio saudita stimarono il volume di petrolio presente nel giacimento in 170 Gbbls, di cui 60 recuperabili.
Verticalmente nel sottosuolo il campo di Ghawar è divisibile in 5 zone produttive: Ain Dar and Shedgum, Uthmaniyah, Hawiyah e Haradh, che corrispondono a 5 anticlinali nella formazione rocciosa che contiene la riserva e avrebbero costituito dei giacimenti diversi se il volume di petrolio non fosse stato così grande (dunque se la linea di contatto acqua-petrolio fosse stata più alta). La grande oasi di Al Hofuf è situata sul fianco del giacimento, vale a dire nella zona di Uthmaniyah.
La qualità di petrolio varia leggermente a seconda delle zone.

## Produzione
Circa il 60-65% di tutto il petrolio saudita prodotto tra il 1948 e il 2000 proviene da Ghawar. La produzione cumulativa alla fine del 2005 è stata di 60 miliardi di barili (basato su Croft Archiviato il 4 marzo 2016 in Internet Archive.). Si stima che la sua produzione sia di 5 milioni di barili al giorno (6.25% della produzione mondiale).
Ghawar produce anche 56 633 693 m³ di gas naturale al giorno.

### Riserve
Saudi Aramco ha dichiarato che vi siano più di 71 miliardi di barili di riserve provate rimanenti. Alcune persone come  Matthew Simmons nel suo libro Twilight in the Desert, suggeriscono che la produzione di Ghawar e dell'Arabia Saudita possano presto raggiungere il picco. Tuttavia il lavoro di Simmons è stato fortemente criticato dai vertici della Saudi Aramco come Nansen Saleri.